# Natação nos Jogos Pan-Americanos de 1999 - Revezamento 4x200 m livre masculino
O evento do revezamento 4x200 m livre masculino nos Jogos Pan-Americanos de 1999 foi realizado em Winnipeg, Canadá, em 3 de agosto de 1999. O último campeão dos Jogos Pan-Americanos foram os Estados Unidos.
Essa corrida consistiu em dezesseis voltas em nado livre em piscina olímpica. Cada um dos quatro nadadores deu quatro voltas na piscina. O primeiro nadador deveria tocar a parede antes de o próximo sair do bloco.

## Resultados
Todos os tempos estão em minutos e segundos.
| CHAVE: | q | Mais rápidos não-classificados | Q | Classificados | GR | Recorde dos jogos | NR | Recorde nacional | PB | Melhor marca pessoal | SB | Melhor marca na temporada |

### Final
A final foi realizada em 3 de agosto.
| Posição           | Nome                                                        | Nação                        | Tempo   | Notas |
| ----------------- | ----------------------------------------------------------- | ---------------------------- | ------- | ----- |
| Medalha de ouro   | Adam Messner Dan Phillips Devin Howard Scott Tucker         | USA Estados Unidos           | 7:22.29 |       |
| Medalha de prata  | Leonardo Costa Rodrigo Castro André Cordeiro Gustavo Borges | BRA Brasil                   | 7:22.92 | SA    |
| Medalha de bronze | Mark Johnston Brian Johns Yannick Lupien Rick Say           | CAN Canadá                   | 7:23.02 |       |
| 4                 | Francisco Páez Luis Rojas Nelson Mora Manuel Colmenares     | VEN Venezuela                | 7:40.92 |       |
| 5                 | Juan Pablo Valdivieso J.Martinez Luis Bracamonte Luis López | PER Peru                     | 7:57.76 |       |
| 6                 | Giancarlo Zolezzi Pablo Banfi M.Burgos E.Morano             | CHI Chile                    | 8:00.19 |       |
| 7                 | George Gleason R.Colabella Josh Laban A.Smith               | ISV Ilhas Virgens Americanas | 8:07.26 |       |
| 8                 | - - -                                                       | ECU Equador                  | DQ      |       |